# Eugene Galeković
Eugen-Josip « Eugene » Galeković (né le 12 juin 1981 à Melbourne en Australie) est un footballeur australien, qui évolue en tant que gardien de but.

## Carrière

### Club
D'origine croate, Galeković commence le football dans le club junior du Chelsea Hajduk (aujourd'hui Dandenong City Soccer Club) à Melbourne, le club de l'importante communauté croate de la ville.
Galekovic rentre ensuite dans l'académie de football du St Bede's College puis commence sa carrière professionnelle à Morwell en National Soccer League (NSL) chez les Gippsland Falcons (à l'époque Morwell Falcons) à 19 ans en décembre 2000.
Il signe ensuite chez le South Melbourne FC la saison suivante et y reste jusqu'à la fin de la saison 2003–04, année où il attire le club portugais du SC Beira-Mar. Il participe avec l'équipe d'Australie olympique à la campagne olympique australienne lors des JO 2004 à Athènes.
Sa période à Beira Mar fut prestigieuse pour Galekovic, qui se retrouva en équipe première, avant de retourner à Melbourne pour signer chez le Melbourne Victory FC pour la saison 2005–06, débutant lors d'un match contre le Sydney FC.
Galeković joue 11 matchs pour la saison et n'est pas toujours titulaire avec l'équipe de Melbourne dirigée par Ernie Merrick qui fit jouer pour les 10 autres matchs le gardien Michael Theoklitos aux buts. Galeković fut le second choix aux buts lors de la victoire en saison 2006–07, puis la blessure de  Theoklitos envoya Galeković au premier plan au début de la saison dès le match contre Brisbane Roar FC au Suncorp Stadium.
Le 30 octobre, Eugene signe chez les grands rivaux de Melbourne Victory, l'Adélaïde United pour remplacer la blessure du portier Daniel Beltrame et fait ses débuts contre Queensland Roar au Hindmarsh Stadium. Le 20 janvier 2008, Galeković garde ses buts inviolés avec Adelaide lors d'une victoire 2–0 contre Queensland à l'Hindmarsh Stadium. Le 27 décembre 2008, Galeković inscrit une série d'arrêts impressionnants lors d'une victoire 1–0 contre Perth Glory, match qui devient son cinquième de la saison sans but encaissé.

### Équipe nationale
Galeković fut pour la première fois appelé en équipe d'Australie dans une équipe préliminaire avec ses coéquipiers Scott Jamieson et Paul Reid après de bonnes performances en A-League et en Ligue des champions de l'AFC. Il honore sa première sélection avec les Socceroos le 28 janvier 2009 en qualifications pour la coupe d'Asie contre l'Indonésie.
Il fut tout de même décevant lors d'un match contre le Koweït, en encaissant deux buts après avoir mené au score 2-0. Après le départ de Brad Jones dans la liste des 23 Australiens choisis pour disputer le mondial 2010 en Afrique du Sud à cause d'une leucémie, il est appelé in-extremis en remplacement.

## Statistiques de carrière
Mis à jour le 22 mars 2010
| Club              | Saison  | Championnat1 | Championnat1 | Coupe  | Coupe | International2 | International2 | Total  | Total |
| Club              | Saison  | Matchs       | Buts         | Matchs | Buts  | Matchs         | Buts           | Matchs | Buts  |
| ----------------- | ------- | ------------ | ------------ | ------ | ----- | -------------- | -------------- | ------ | ----- |
| Eastern Pride     | 2000–01 | 11           | -            | -      | -     | -              | -              | 11     | -     |
| South Melbourne   | 2001–02 | 0            | -            | -      | -     | -              | -              | 0      | -     |
| South Melbourne   | 2002–03 | 15           | -            | -      | -     | -              | -              | 15     | -     |
| South Melbourne   | 2003–04 | 19           | -            | -      | -     | -              | -              | 19     | -     |
| Beira-Mar         | 2004–05 | 2            | -            | -      | -     | -              | -              | 2      | -     |
| FC Marco          | 2004–05 | 11           | -            | -      | -     | -              | -              | 11     | -     |
| Melbourne Victory | 2005–06 | 11           | -            | 2      | -     | -              | -              | 13     | -     |
| Melbourne Victory | 2006–07 | 4            | -            | 4      | -     | -              | -              | 8      | -     |
| Adelaide United   | 2007–08 | 11           | -            | -      | -     | -              | -              | 11     | -     |
| Adelaide United   | 2008–09 | 22           | -            | 3      | -     | 14             | -              | 39     | -     |
| Adelaide United   | 2009–10 | 27           | -            | -      | -     | -              | -              | 27     | -     |
| Adelaide United   | 2010–11 | -            | -            | -      | -     | 2              | -              | 2      | -     |
| Total             | Total   |              |              |        |       |                |                | 158    | -     |

1 - inclus les stats en A-League final series

2 - inclus les stats en Coupe du monde des clubs de la FIFA; Ligue des champions de l'AFC et la saison débutant après la phase de groupe

## Palmarès

### Club
avec Melbourne Victory :
- A-League Championship : 2006-2007
- A-League Premiership : 2006-2007

 avec Adelaide United : 
- A-League Premiership : 2015-2016

### Individuel
- Meilleur gardien de but de la A-League : 2008-2009, 2009-2010, 2013-2014 et 2014-2015[3].
- Joueur de l'année de l'Adelaïde United : 2008-09, 2009-10.